# Barzan Ibrahim al-Tikriti
Barzan Ibrahim al-Tikriti (17 de febrero de 1951 - 15 de enero de 2007) fue uno de los tres medio hermanos de Saddam Hussein y el antiguo director del servicio secreto iraquí, Mukhabarat. 
Hasta 1995 manejó la fortuna personal de Saddam. Esta tarea era llevada a cabo por una red de brokers extranjeros, dado que Saddam decidió que no se podía confiar esta tarea a nadie de Irak.
Los oficiales de Estados Unidos le han descrito como miembro de la "Docena Sucia de Saddam", siendo responsable de torturas y asesinatos en Irak. Fue capturado por fuerzas americanas el 17 de abril de 2003. Era el 5 de tréboles en la baraja iraquí de los más buscados, por lo que el 5 de noviembre de 2006 fue condenado a la horca junto a su hermano Saddam Hussein y a Awad Hamed al-Bandar. La ejecución se realizó al amanecer del 15 de enero de 2007 y durante ésta, fue decapitado accidentalmente por la misma soga que lo iba ahorcar al separarle la cabeza del cuerpo, quedando la misma a algunos metros del torso.